# 平和交通 (神奈川県)
平和交通株式会社（へいわこうつう）は、神奈川県及び東京都を営業区域とするタクシー会社。1950年（昭和25年）11月15日に設立され、横浜市中区に本社をおく。神奈川県内では所有台数がもっとも多い。

## 概要

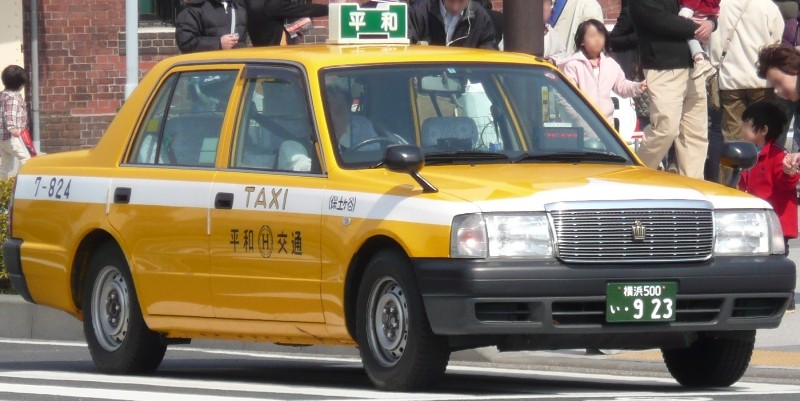
平和交通のタクシー
（神奈川県内車。車種：クラウンコンフォート）

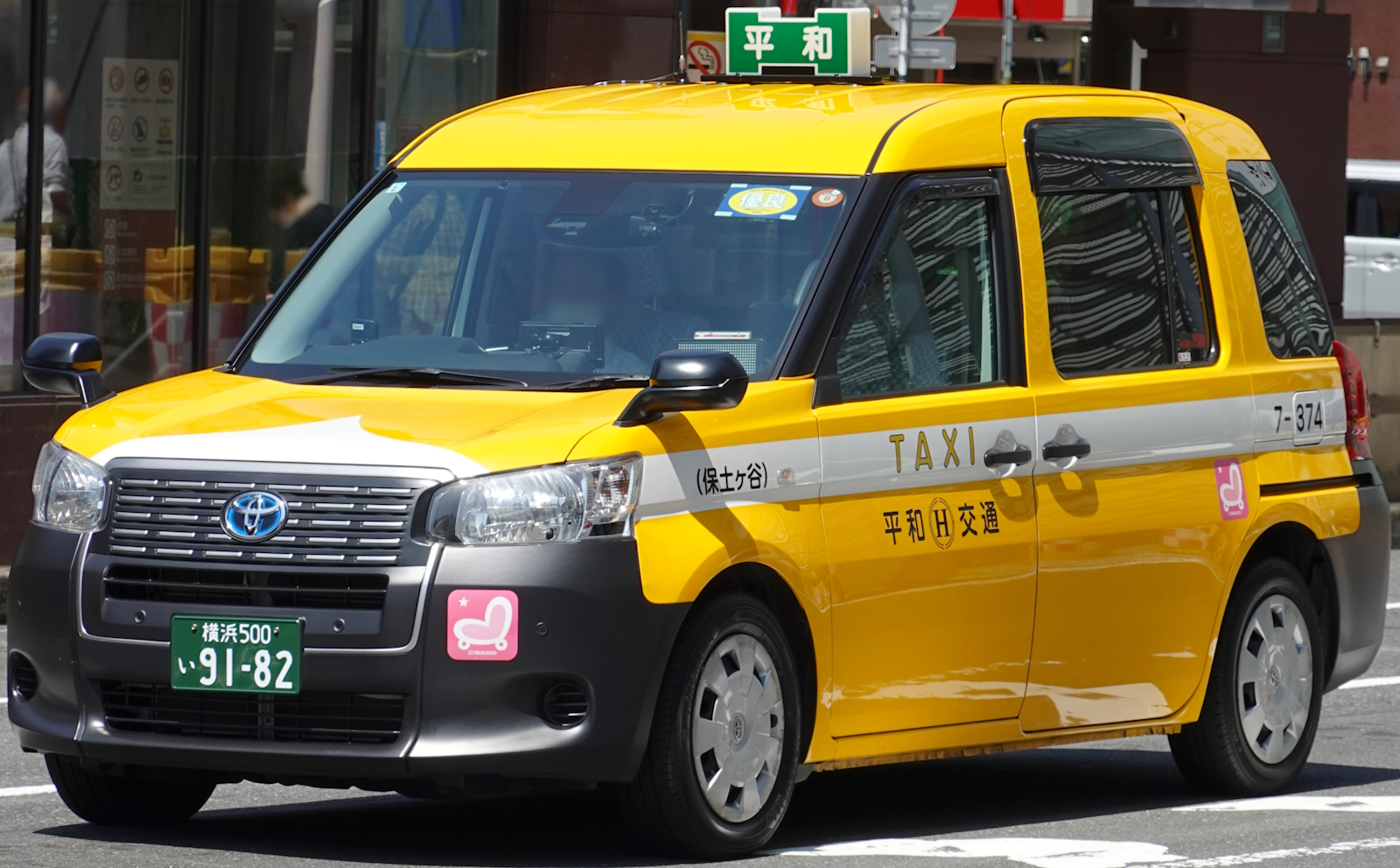
平和交通のタクシー
（神奈川県内車。車種：ジャパンタクシー）

所有台数は約700台。黄色に白線の塗装と、緑地の（Heiwaの）H形に白字で「平和」と描かれた天井灯が目印。神奈川県内の車両は車両番号は後扉より後側に表記し（画像参照）、都内の車両は後扉に「平和交通 xx」のような表記をしている。
車両のほとんどがクラウンコンフォートまたはジャパンタクシー（神奈川県内車は平和交通カラー、都内車は深藍で行灯の表記がローマ字。いずれも標準グレードである「和」での導入）。セドリック、NV200も少数存在する。ハイグレード車の保有もあり、紺色の車体に小型の行灯（紺地に白のローマ字で「HEIWA」と入る）を使用。
ハイヤーはクラウンを使用。フーガを使用していたこともあったが、現在はない。
電話番号の通知システムを利用し、無線配車を依頼すると二回目以降は場所の指示を出さなくてもカーナビに表示され、客先にタクシーが到着する仕組みを導入している。
タクシー配車アプリは2018年10月にディー・エヌ・エーが提供する「MOV」（現・GO）を導入、平和交通羽田では更に2022年8月に「S.RIDE」および「DiDi」、8月29日からは「Uber Taxi」を導入している。
チケットは自社発行のほか、日本個人タクシー連合会（日個連）の発行するチケットも提携して使えるようになっている。
千葉県の平和交通（ビィー・トランセグループ）や東京都の日本交通提携の平和自動車交通、東京無線所属の平和タクシー、ほか各地に所在する「平和交通」「平和タクシー」はいずれも関係ない（平和交通・平和タクシーも参照）。

## 拠点

### 営業所
各営業所は別個の法人格を有する。商号は神奈川県内の営業所はいずれも「平和交通株式会社」、羽田営業所は「平和交通羽田株式会社」となっている。
| 交通圏 | 交通圏     | 営業所         | 所在地                      | 備考                          |
| ------ | ---------- | -------------- | --------------------------- | ----------------------------- |
| 神奈川 | 京浜       | 関内営業所     | 横浜市中区太田町3-33        |                               |
| 神奈川 | 京浜       | 間門営業所     | 横浜市中区池袋345           |                               |
| 神奈川 | 京浜       | 保土ケ谷営業所 | 横浜市保土ケ谷区岩井90      | 整備・板金工場併設            |
| 神奈川 | 京浜       | 新子安営業所   | 横浜市神奈川区新子安1-35-5  | 整備工場併設                  |
| 神奈川 | 京浜       | 和田町営業所   | 横浜市保土ケ谷区峰岡3-345   |                               |
| 神奈川 | 京浜       | 新横浜営業所   | 横浜市港北区篠原町1400      |                               |
| 神奈川 | 京浜       | 西営業所       | 横浜市西区南浅間町26-2      |                               |
| 神奈川 | 京浜       | 鶴見営業所     | 横浜市鶴見区鶴見中央2-13-22 |                               |
| 神奈川 | 京浜       | 向町営業所     | 川崎市川崎区渡田向町1-11    | 整備・板金工場併設            |
| 神奈川 | 京浜       | 浅田営業所     | 川崎市川崎区浅田1-11-12     |                               |
| 神奈川 | 京浜       | 渡田営業所     | 川崎市川崎区渡田4-12-3      |                               |
| 東京   | 特別区武三 | 羽田営業所     | 大田区羽田1-16-16           | 整備工場併設 元・東部無線所属 |

### 無線配車センター
- 横浜　045-663-8181
- 川崎　044-244-8181（横浜市中区の配車室への転送）

## その他

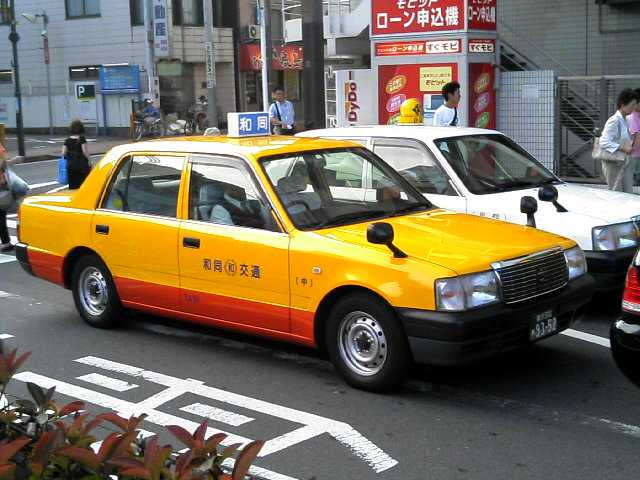
傍系会社：和同交通のタクシー（車種：クラウンコンフォート）

- 横浜市内（京浜交通圏）で営業している和同交通・北斗タクシーはグループ会社（車体色、行灯は各社とも異なる）で、他に平塚市内にも1社グループ会社がある。
  - ひばり交通（横浜市鶴見区）もグループ会社だったが、2025年6月5日をもって営業終了[21]。
- その他のグループ会社として日野ゴルフセンター[22]（ゴルフ練習場、横浜市港南区）、平和不動産（横浜市中区）、旅行業、LPガススタンド、板金工場、損保代理店などがある。